# Platygaster kalmiae
Platygaster kalmiae är en stekelart som beskrevs av Fouts 1925. Platygaster kalmiae ingår i släktet Platygaster och familjen gallmyggesteklar. Inga underarter finns listade i Catalogue of Life.